# Ferrotitanio
Il ferrotitanio è una lega ferrosa, in cui il ferro è in lega con una concentrazione di titanio, che può variare dal 10–20% al 45–75%, e può contenere una modesta concentrazione di carbonio.

## Impieghi
Questa lega è utilizzata nell'industria siderurgica come agente di purificazione per ferro e acciaio.
Il titanio è fortemente reattivo nei confronti di zolfo, carbonio, ossigeno e azoto, formando composti insolubili che sono sequestrati in una matrice inorganica (slag).
Pertanto la lega è utilizzata per la deossidazione e, a volte, per la desolforazione e per la denitrificazione.

## Produzione
Nella produzione di acciaio, l'aggiunta di titanio porta alla produzione di metallo con una struttura dei granuli più fine.
Il ferrotitanio può essere ottenuto mescolando spugna e rottami di titanio con ferro e fondendoli insieme in un forno a induzione.
La polvere di ferrotitanio può essere utilizzata anche come combustibile in alcune composizioni pirotecniche.